# ヤシュワント・ラーオ・ホールカル
ヤシュワント・ラーオ・ホールカル（マラーティー語：महाराजा यशवंतराव होळकर, Yashwant Rao Holkar, 1776年12月3日 - 1811年10月27日）は、インドのマラーター同盟、ホールカル家の当主（在位：1799年 - 1811年）。
第二次マラーター戦争の英雄である彼は、卓越した戦術でイギリスと互角に戦い、「インドのナポレオン」（Napoleon of India）と称された。また、彼は偉大な軍事指導者であるとともに非常に高い教養を備えた知識人でもあり、マラーティー語のみならず、ペルシア語の読み書きもできたことで知られている。

## 生涯

### 当主位をめぐる争い
1797年1月29日、ヤシュワント・ラーオの兄カーシー・ラーオ・ホールカルは、父親トゥコージー・ラーオ・ホールカルから当主位をプネーで譲り受けた。
だが、カーシー・ラーオは障害と姦淫癖があり統治者としては不適格だったため、民衆や兵士から嫌われていた。ヤシュワント・ラーオは弟ヴィトージー・ラーオ・ホールカルとともに、人々に人気のあった優秀な兄マルハール・ラーオ・ホールカルを支持し、彼を推した。
3人がカーシー・ラーオを追い詰めたとき、カーシー・ラーオはシンディア家の当主ダウラト・ラーオ・シンディアに助力を求めた。これにより、9月24日にプネーで3人の軍は突如襲われ、マルハール・ラーオは死亡し、その妊娠中の妻はプネーに拘留された。
しかし、ヤシュワント・ラーオとヴィトージー・ラーオはプネーを逃げることに成功し、前者はナーグプルへ、後者はコールハープルへとそれぞれ逃げた。ダウラト・ラーオはナーグプル候ラグージー・ボーンスレー2世にヤシュワント・ラーオの逮捕を要請し、1798年2月20日に逃げていた彼は捕えられた。

### 全権掌握
とはいえ、同年4月6日にヤシュワント・ラーオは再び脱獄することに成功し、ナーグプルから逃れた。
これらの事件ののち、ヤシュワント・ラーオはだれも信用しなくなった。その一方、彼はヴィトージー・ラーオやアミール・ハーンなど多数の支持者を得た。
同年12月にヤシュワント・ラーオはマヘーシュワルに入城し、1799年1月にはカーシー・ラーオを廃すると宣した。そして、プネーにとらわれているマルハール・ラーオの息子カンデー・ラーオ・ホールカルの当主位を宣し、自身も共同統治者となった。ただし、彼をカンデー・ラーオの摂政とする場合もある。

### シンディア家との戦い
1797年以降、ヤシュワント・ラーオはシンディア家のダウラト・ラーオと対立状態にあったが、1800年4月に宰相府の財務大臣ナーナー・ファドナヴィースが死亡したのち更なる対立状態となった。
そして、1801年7月18日にウッジャインにおいて、ホールカル家の軍はシンディア家の軍を破り、大きな損害を与えた（ウッジャインの戦い）。
その後、同年8月にカーシー・ラーオは和解のために本国へ戻ったが、9月にシンディア家に加わったため、逮捕されたのち投獄された。

### 宰相府との戦い
ヤシュワント・ラーオをシンディア家よりも怒らせていたのはプネーの宰相府だった。
1801年4月16日、宰相バージー・ラーオ2世は領内で捕えたヴィトージー・ラーオを象に踏みつぶさせて殺すという極めて残虐な方法で処刑していた。これにより、バージー・ラーオ2世はヤシュワント・ラーオの恨みを買うこととなった。
1802年5月、ヤシュワント・ラーオはプネーに向けて進撃した。彼は宰相に対してこれらの合意に応じた場合、戦闘行為にやめるという旨を宰相府に送った。
- シンディア家によってカンデー・ラーオ・ホールカルが解放されること
- カンデー・ラーオ・ホールカルをカーシー・ラーオ・ホールカルに代わる当主として認めること
- シンディア家がホールカル家の所有物を返還すること
- シンディア家がホールカル家の北インドの領土を返還すること

だが、宰相府とシンディア家はこれに応じなかったため、ヤシュワント・ラーオは進撃をつづけ、マーレーガーオン、アフマドナガル、プランダル、ナーシク、ナーラーヤンガーオン、ネールなどを次々に落とし、プネーに迫った。
そして、同年10月25日にヤシュワント・ラーオはバージー・ラーオ2世とシンディア家の軍を破り（プネーの戦い）、宰相府プネーを占領した。バージー・ラーオ2世は宰相府を捨て、プネーから逃げざるを得なかった。ヤシュワント・ラーオはプネーにとどまり、その周辺地域を数ヶ月間にわたり略奪した。とはいえ、彼はバージー・ラーオ2世に投獄されていた人々らを解放している。
1803年3月13日、ヤシュワント・ラーオは共同の当主であるカンデー・ラーオを連れて本国へと帰還した。

### 第二次マラーター戦争の勃発と戦闘
一方、プネーを追われたバージー・ラーオ2世はボンベイのイギリスを頼って逃げ、
1802年12月31日にイギリスと軍事保護条約バセイン条約を結び、1803年5月3日にプネーに戻っていた。
バージー・ラーオ2世が結んだバセイン条約には、マラーター王国の領土割譲なども約してあったため、マラーター諸侯の反感を買うこととなった。そのため、ヤシュワント・ラーオは団結してイギリスと戦うため、グワーリヤルのダウラト・ラーオやナーグプルのラグージーに手紙を書いた。その内容はこうだった。
| 「 | 「最初に我々の国家、最後に私たちの宗教を。我々は我々の国家の利権のため、宗教やカースト、そして我々の現状を越えて立ち上がる必要がある。あなたがたも私のように、イギリスに対し戦争を行わなければならない。 | 」 |

こうして、同年6月4日にインドール、グワーリヤル、ナーグプルの三国間に同盟が結成され、イギリスに対し共同で立ち向かうこととなった。

### 第二次マラーター戦争の勃発と傍観
同年8月8日、シンディア家とイギリスが交戦状態に入り、第二次マラーター戦争が勃発した。
9月11日、シンディア家がムガル帝国の首都デリーを奪われたのち、マラーター側の軍勢が劣勢に陥ったが、ヤシュワント・ラーオはシンディア家とボーンスレー家が敗北するのを眺めていた。無論、ヤシュワント・ラーオ・ホールカルはシンディア家とボーンスレー家の連合軍が、アッサイェの戦いやラスワリーの戦いなどで大敗している間も手を貸すことはなかった。
12月17日、ラグージーはイギリスと講和条約を結んで、ボーンスレー家は真っ先に戦線を離脱した。同月 30日にはダウラト・ラーオも講和条約を結び、戦線を離脱し、ヤシュワント・ラーオは孤立するところとなった。

### 第二次マラーター戦争における奮戦

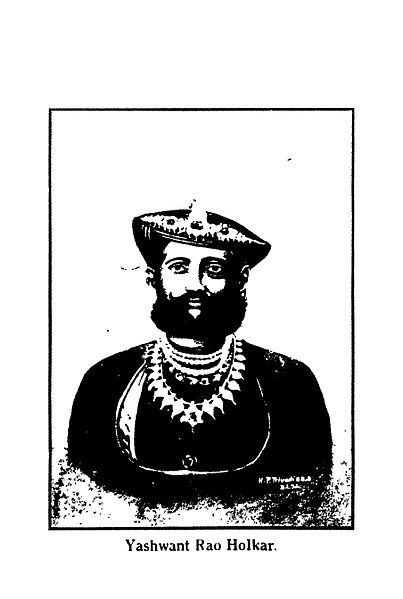
ヤシュワント・ラーオ

シンディア家とボーンスレー家が降伏したのち、ヤシュワント・ラーオがようやく動き出した。
ヤシュワント・ラーオは、イギリスがシンディア家・ボーンスレー家との間で行った一連の戦いを綿密に調べ上げて研究し、そこから何かを読み取った。彼がシンディア・ボーンスレー連合軍の戦闘を呆然と見ていたのも、下手に手を出して敗北するより、戦術を見極めて勝利をつかむやり方のほうが効率が良いと判断したからだった。全てはこのためだった。
結局、ヤシュワント・ラーオが導き出した結論はこうだった。シンディア家がとったヨーロッパ方式を真似た多数の歩兵および砲兵による戦術は、それらで圧倒的に優勢なイギリスにとっては明らかに不利であった。そのため、ホールカルは、かつてシヴァージーが取った戦術、多数の騎兵を駆使して敵を翻弄するマラーター本来の戦術をとることにした。
1804年上旬には、ヤシュワント・ラーオはイギリスに講和条約を結ぶよう説得されたが、両者の交渉は決裂し、戦争の続行が決定された。ここから長期にわたる両者の戦いが続いた。
7月8日から9日かけては、ヤシュワント・ラーオの軍はムクンドワラ峠の戦いでウィリアム・マンソンの軍を破っている。また、6月から9月にかけては、別の幾度かの戦いで英国の軍勢を破るなど、緒戦での勝利を収めている。
8月になると、ヤシュワント・ラーオはついにはアーグラを脅かした。同月22日にアーサー・ウェルズリーがバージー・ラーオ2世の軍ともにプネーから出陣し、ホールカル家の領土の一部を奪った。このことを知ると、彼はマトゥラーに滞在し、イギリスから領土を取り戻す戦略を立てた。
10月8日、ヤシュワント・ラーオはムガル帝国の首都デリーを包囲、攻撃した。これは1803年9月以降イギリスのもとで年金生活者として生活していた皇帝シャー・アーラム2世を解放するためであった。だが、同月15日にジェラルド・レイクの奇襲よってホールカル軍は壊滅的な打撃をうけ、19日に撤退した。けれども、シャー・アーラム2世はヤシュワント・ラーオの武勇を褒め称え、「マハーラージャーディラージ」と「ラージ・ラージェーシュワル」の称号を与えた。
その後、幾度かの戦いののち、ヤシュワント・ラーオは彼の同盟国バラトプル王国へと逃げ、1805年1月にジェラルド・レイクはその首都バラトプルを包囲した（バラトプル包囲戦）。イギリスはバラトプルに対して、幾度かの攻撃を行ったが失敗したため、2月22日に撤退せざるを得なかった。
ヤシュワント・ラーオの名はその武勇により、インド全土に名を馳せることとなった。ホールカル家の同盟者は多かったため、イギリスは戦後にホールカル家の領土を分割することでその結束を砕こうとした。これにより、4月17日にバラトプル王ランジート・シングはイギリスと講和条約を結び、戦線を離脱した。また、ピンダーリーのアミール・ハーンも裏切り、トーンクに領土を与えられた。

### 徹底抗戦と戦争の終結

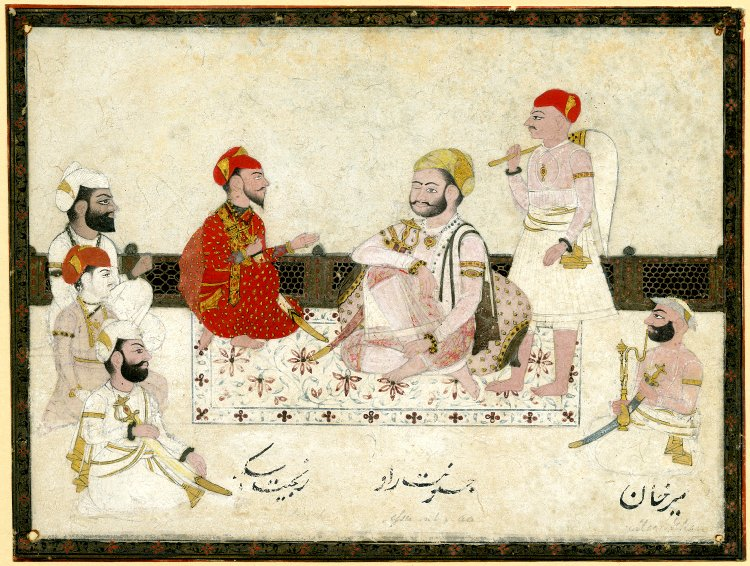
ランジート・シングと面会するヤシュワント・ラーオ

とはいえ、ヤシュワント・ラーオ・ホールの奮戦は多くの仲間を集めた。戦線を離脱していたダウラト・ラーオやラグージー・ボーンスレー2世は再び戦争への参加を
試みるようになっていた。また、ラージプートのジャイプル王国やマールワール王国なども彼を支援したことで知られている。
一方、ヤシュワント・ラーオはバラトプルを追われたのち、8000の騎兵と5000の歩兵、20〜30門の大砲とともにチャンバル川を渡り、サトレジ川を越え、パンジャーブ地方のシク王国へと逃げていた。その君主ランジート・シングは、1804年8月1日付の手紙で彼との同盟と援助を約束しており、イギリスに彼との関係を断つように迫られていたが、それでも物資を援助していた。パンジャーブ地方最大の勢力であるシク王国を味方につけていた彼は、他のシク領主をも糾合して反英同盟の結成を試みた。
だが、12月17日にランジート・シングはイギリスの側についてしまった。このことを知ったヤシュワント・ラーオ・ホールカルはランジート・シングを呪い、このことはパンジャーブでことわざになったほどだった。
しかし、追い詰められていたのはむしろイギリスの方だった。当初、イギリス側は短期決戦を想定して戦闘を行っていたが、ヤシュワント・ラーオの奮戦により、戦争は想定の範囲を超えて長期化していた。イギリス東インド会社の負債は長期にわたる戦争により増大し、1800年の段階では1400万ポンドだった負債はすでに倍近くなっていた。イギリス側の財政逼迫は非常に深刻だった。
ヤシュワント・ラーオの必死の抵抗が、逆にイギリスを追い詰めたのであった。彼は一時的ながらも事実上、イギリスのインド植民地化への野望を打ち砕いた。
とはいえ、これらの事情から両者とも戦闘の続行は不可能であり、イギリスは使者を送ってヤシュワント・ラーオ・ホールカルに講和を要請した。こうして、12月24日に彼はパンジャーブのラージガートで講和条約ラージガート条約に調印し、長期にわたる第二次マラーター戦争は終結した。
なお、1806年1月6日と2月2日にラージガート条約は改訂され、ホールカル家に占領地の大半が返還されることとなり、戦争は引き分けという形に終わった。

### 戦後

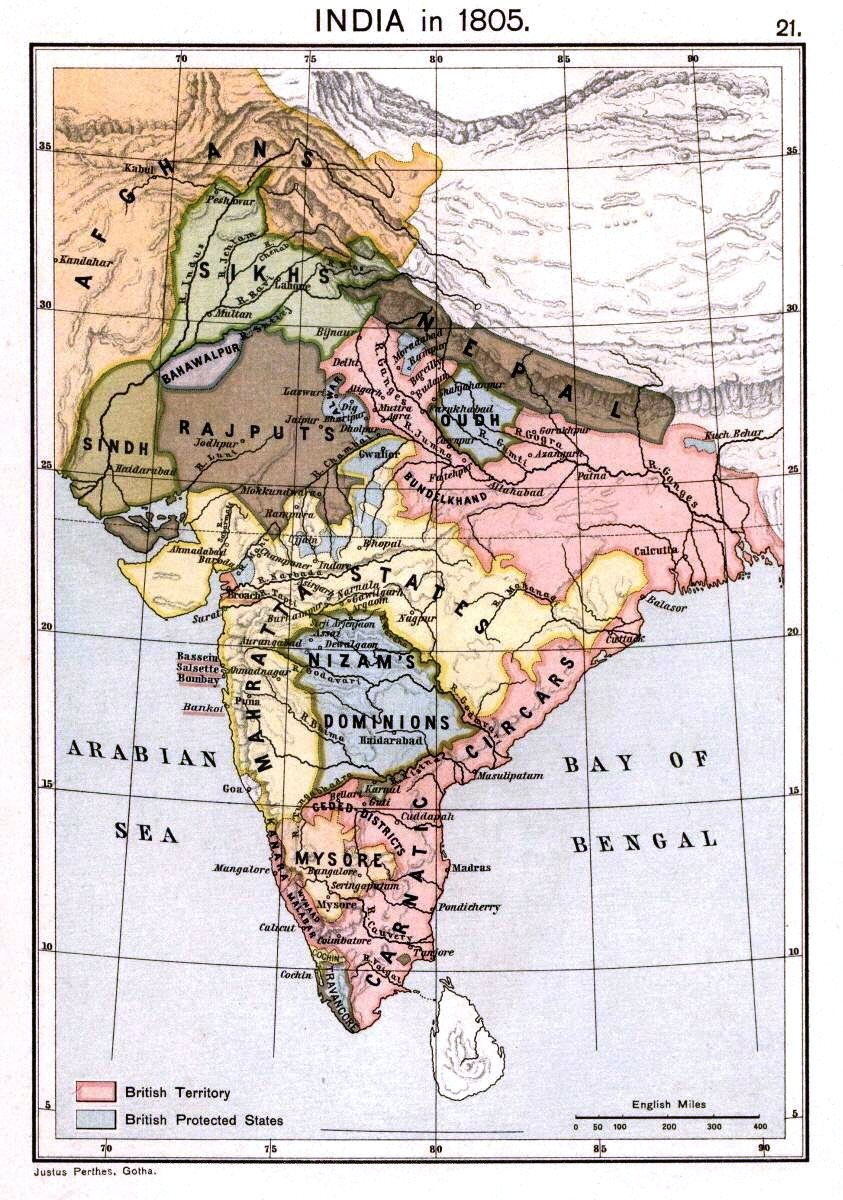
1805年のインド

ヤシュワント・ラーオは戦争中の裏切り行為などにより、戦後に狂気に陥ったといわれている。彼がボーンスレー家のヴィヤンコージー・ボーンスレーに宛てた1806年の手紙にはこう綴られていた。
| 「 | 「マラーターの国は外国に握られている。彼らの侵略に対抗するため、どのように2年間のあいだ、私が一瞬の休みなく全てを犠牲に昼夜戦ってきたか、神は知っている。私はダウラト・ラーオのもとを訪れ、彼に外国の支配を回避することに我等全員が参加することがどれほど必要か説明した。だが、ダウラト・ラーオは私を裏切った。それは我らの先祖が築くことができたマラーターの国家の相互協力と善意だった。しかし、我等はすべて自己を求めるに至った。あなたは私の助言のために来ていたことを私に書いたが、あなたはあなた自身の約束を改善しようとしなかった。もし、あなたが計画のようにベンガルに進軍としたなら、我々は英国政府を麻痺させることができたかもしれない。私はあらゆる面で自信を放棄したと感じたとき、私は英国のエージェントの申し出た提案を受け入れ、戦争を終結させた」 | 」 |

だが、それでも正常な判断はできていたようである。戦後すぐ、シンディア家にマラーター同盟の再統一を促す手紙を送ったが、ダウラト・ラーオはこれをイギリスに渡してしまった。結局、1807年12月14日にホールカル家とシンディア家は11点における攻守戦略に関して同意したが、イギリスの策略によりこの時点でホールカル家とシンディア家は分割されていた。
また、ヤシュワント・ラーオはイギリスの打倒を再び考えるようになり、バーンプラに滞在し、軍の再編と大砲の鋳造を行った。

### 晩年と死

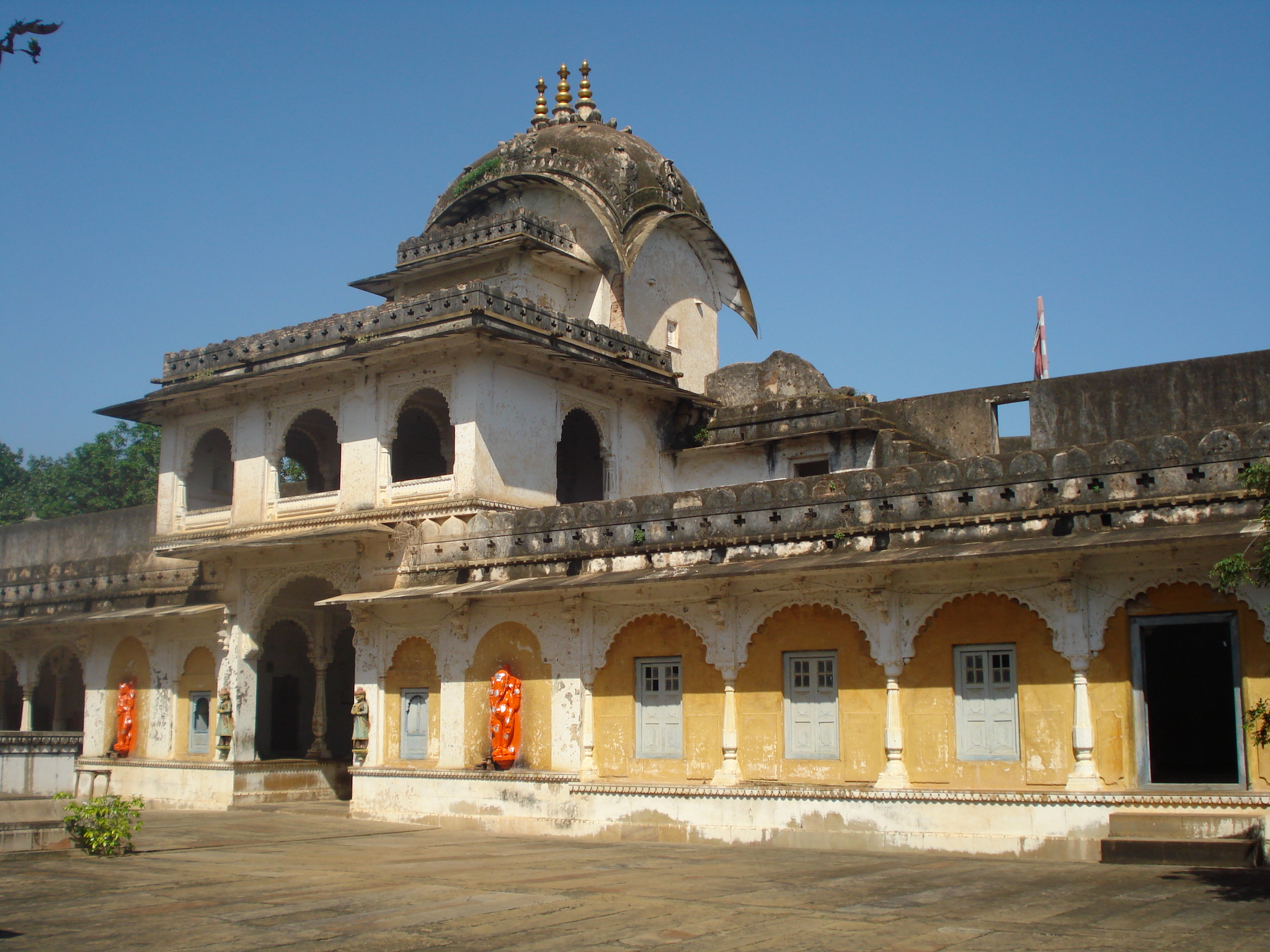
ヤシュワント・ラーオの墓廟（バーンプラ）

1807年2月22日、甥のカンデー・ラーオがコレラで死亡し、ヤシュワント・ラーオがホールカル家の単独の当主となった。また、ムガル帝国の皇帝アクバル2世より、「アリー・ジャー」（高貴な尊厳）、「ズブダトゥル・ウマラー」（軍の最上位者）、「バハードゥルル・ムルク」（帝国の英雄）、「ファルザンド・イ・アルジュマンド」（貴族の息子）、「ヌスラト・ジャング」（戦争の救済者）の称号も賜った。
1808年頃より、ヤシュワント・ラーオは精神的に不安定となったため、政治の実権は妃の一人トゥルシー・バーイー・ホールカルに移り、彼は軍事にひたすら専念した。同年には兄のカーシー・ラーオが乱闘で死亡しているが、これはヤシュワント・ラーオによって暗殺されたのだという。
1811年になると、ヤシュワント・ラーオはバーンプラにおいて軍の再編を完了し、またこの年までに短距離砲や長距離砲の鋳造にも成功していた。それゆえ、彼は「現代インド軍の父」（Father of Modern Indian Army）とも呼ばれている。
そして、同年10月27日、ヤシュワント・ラーオはイギリスとのすべての決着をつけるため、10万の兵をもってその拠点カルカッタに向けて出陣しようとした矢先、突然倒れて急死した。日頃の激務による過労とストレスが原因だったのだという。